# Hanging on the Telephone
«Hanging on the Telephone» es una canción escrita originalmente por Jack Lee, tocada por su banda estadounidense de la costa Oeste The Nerves en 1976. Más adelante, en 1978 fue grabado y relanzado por la banda Blondie siendo este el tercer sencillo del tercer álbum de estudio, Parallel Lines, de la banda estadounidense Blondie, publicado el 30 de octubre de 1978. El sencillo fue lanzado al mercado el 30 de octubre de 1978.